# Anna Wecker

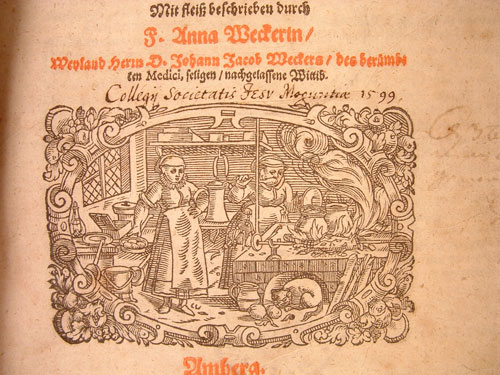
Copia de Mainz del libro de cocina.

Anna Wecker, de soltera Keller, conocida como Anna Weckerin (antes de 1572-Altdorf, 1596) fue una poeta y escritora alemana de libros de cocina, una de las pocas escritoras gastronómicas del siglo XVI conocidas por su nombre.

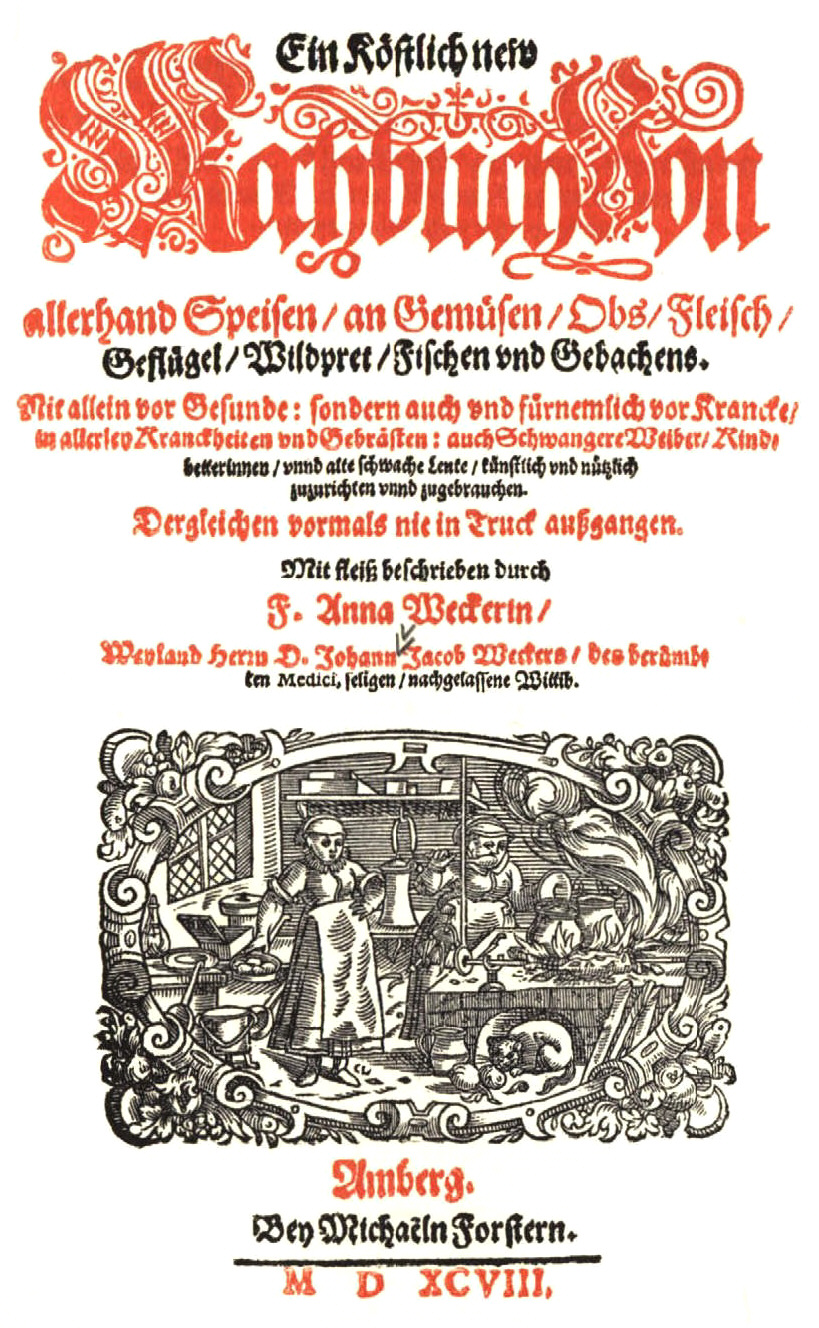
portada del libro de cocina de Anna Wecker, edición de 1598.

## Biografía
Wecker se casó por primera vez con Israel Aeschenberger, secretario municipal de Altdorf, cerca de Núremberg. Tras la muerte de su primer marido, Wecker se casó con el médico Johann Jakob Wecker (1528-1586), que ocupó el cargo de médico municipal en Colmar, donde falleció en 1586. Ese mismo año escribió un poema de boda para Jacob Pömer y Barbara Löffelholtz, firmando como «Anna Kellerin, Doctor Hannß Jacob Wecker seligen hinderlassene Wittfraw» (Anna Kellerin, viuda del difunto doctor Hannß Jacob Wecker).  
Dos años después de la muerte de su marido, Wecker publicó Antidotarium Speciale, ex optar. authorum scriptis fideliter congestum et amplius triente actum en Basilea. El libro contenía recetas especiales que junto con su marido crearon para combatir enfermedades en vez tomar medicamentos. Ambos eran conscientes de la importancia de una dieta equilibrada para estar saludable y no enfermar, el médico comprobó muchas veces como la dieta era más efectiva que las medicina. En el siglo XVIII si la ciencia médica se basaba en las experiencias gozaba de mucha reputación y Johann Jakob Weckerin y su esposa fueron nombrados en el Universal-Lexicon publicado por Johann Heinrich Zedler entre 1732 y 1750 en sesenta y cuatro volúmenes,  
Tras la muerte de su segundo marido, Wecker se trasladó a vivir con su hija a Núremberg. Fue en 1596 cuando  terminó su obra principal, el libro de cocina Ein Köstlich new Kochbuch (Un nuevo y delicioso libro de cocina) que dedicó a Luisa Juliana de Orange-Nassau. Fue el primer libro de cocina impreso en alemán escrito por una mujer, publicado en 1597 por Katharina Taurellus y reimpreso en numerosas ocasiones hasta finales del siglo XVII.
Junto con Philippine Welser (De re coquinaria, 1545) y Sabina Welserin (Das Kochbuch der Sabina Welserin, 1553), Anna Wecker se encuentra entre las pocas escritoras gastronómicas del siglo XVI conocidas por su nombre.

## Obras destacadas
- Wecker, Ana. Ein Hochzeit Spruch / zu Ehren und glücklicher Wolfart. Dem Erbarn und Vesten Junckern / Jacob Pömern / vnd seiner Erbarn und Tugentsamen Braut / Jungfrawen Barbara Löffelholtzin: Gestellet Durch / Anna Kellerin: Doctor Hannß Jacob Wecker seligen hinderlassene Wittfraw (1586).  ("Un discurso de boda en honor y felicidad del lobo. Al noble y respetado joven Jacob Pömern y a su noble y virtuosa novia Jungfrawen Barbara Löffelholtzin: Gestellet durch / Anna Kellerin: Doctor Hannß Jacob Wecker seligen hinderlassene Wittfraw " (1586) - forma parte de la colección de la Bibliotheca Augusta de Wolfenbüttel

- Wecker, Anna. Ein Köstlich new Kochbuch: Von allerhand Speisen / an Gemüsen / Obs / Fleisch / Geflügel / Wildpret / Fischen und Gebachens. Nicht allein vor Gesunde: sondern auch vnd Fürnemblich vor Krancke / in allerley Kranckheiten vnd Gebrästen: auch Schwangere Weiber / Kindbetterinnen / vnd alte schwache Leute / künstlich und nützlich zuzurichten und zu gebrauchen. Dergleichen vormals nie in Truck außgangen. Mit fleiß beschrieben durch F. Anna Weckerin. Weyland Herrn D. Johann Jacob Weckers / des berümbten Medici, seligen / nachgelassene Wittib (1597). (Un nuevo y delicioso libro de cocina: De todo tipo de alimentos, de verduras, de hortalizas, de carne de aves de caza de pescado y de verduras. No sólo para las personas sanas, sino también y sobre todo para los enfermos, en todo tipo de enfermedades y dolencias, también para preparar y utilizar artificialmente y de forma útil para las mujeres embarazadas, las mujeres postradas por los niños y los ancianos débiles. Nunca antes se había hecho algo así en el camión. Conforma la colección de la Bibliotheca Augusta de Wolfenbüttel 2ª ed. (1598) (copia digital y texto completo en el Archivo de Textos Alemanes)